# Gabriel de la Corte

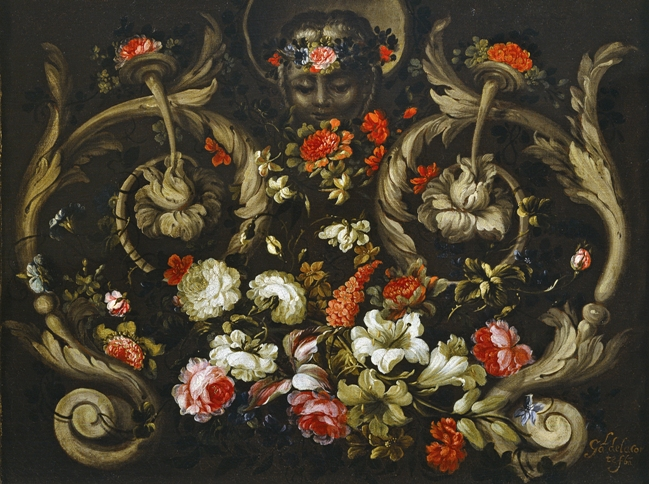
Mascarón con rosas y tulipanes, Museo Nacional del Prado

Gabriel de la Corte (Madrid, 1648-1694) fue un pintor barroco español, especializado en la pintura de flores. 

## Biografía
Según Antonio Palomino, quien sin duda lo trató, fue hijo de un desconocido Francisco de la Corte, pintor de perspectivas. Desde Ceán Bermúdez se ha pensado que pudiera tratarse de una confusión con el más conocido Juan de la Corte, pintor de batallas, muerto cuando Gabriel tenía catorce años, pero según investigaciones de Peter Cherry lo habría sido un también desconocido pintor llamado Lucas de la Torre, quien lo habría dejado huérfano con doce años. Decía también Palomino que «no habiendo aprovechado mucho en la escuela de su padre, o porque es achaque de hijos, o porque le faltó de poca edad; se aplicó a pintar flores, copiando algunas del natural, y otras de Arellano y Mario [Nuzzi]».
Casó el 5 de agosto de 1667 en la iglesia de San Sebastián de Madrid con Águeda de los Ríos, actuando como testigos Diego de la Cruz, que tenía abierta tienda de pintor en la calle Mayor, y Francisco Pérez Sierra, también pintor de flores y padrino del mayor de los hijos del matrimonio, Lucas Felipe, nacido en 1670. Además de sus propias composiciones, firmadas y fechadas con precisión y conservadas en número relativamente abundante, hizo guirnaldas y pintó flores para composiciones ajenas, a las que añadían figuras e historias Antonio Castrejón y Matías de Torres, de las que se conservan en colección particular dos guirnaldas con las figuras de San Joaquín y Santa Ana pintadas por este, o la pareja de guirnaldas con mascarones de flores y grisallas representando a Endimión y Diana —o la Luna—. Pero, según Palomino, como no sabía hacer otra cosa, llevó una vida sumamente miserable, obligado a exponer en público los juegos de floreros de distintos tamaños que pintaba y que daba, por la fuerza de la necesidad, a muy bajo precio.

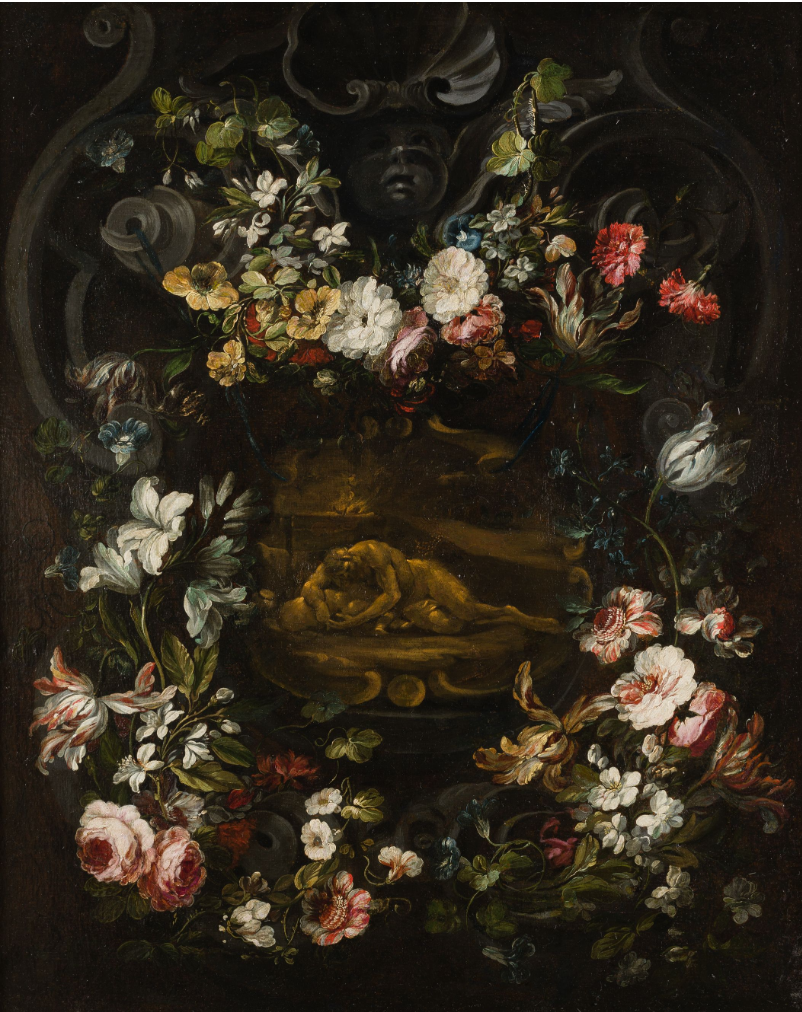
Guirnalda de flores con mascarones y grisalla representando a Endimión, óleo sobre lienzo, 100 x 80 cm. Subastado en Ansorena, Madrid, marzo de 2013, lote 176.

Murió en Madrid, en la calle del Prado, el 6 de agosto de 1694, siendo enterrado en la misma iglesia de San Sebastián.

## Obra
El estilo de las obras de Gabriel de la Corte, aunque derivado de Arellano, es de mayor dinamismo y alegre colorido, simplificando las formas con densas pinceladas. Pero, además, él no se limitó a pintar los consabidos floreros y guirnaldas, innovando composiciones imaginativas con las que preludiaba el rococó. Así en la guirnalda de flores de la Universidad Complutense, firmada en 1687, rompía con la simetría, colocando descentrado un jarrón de cerámica rebosante de flores, y con la propia forma de la guirnalda, que dejará de ser oval para trepar entre roleos arquitectónicos de forma caprichosa. Innovadores son también los dos mascarones con flores ingresados en 2006 en el Museo Nacional del Prado con otras obras de la colección Naseiro, presentados en la exposición Lo fingido verdadero, en los que fundía en el espacio pintado y trataba de forma semejante, mascarones arquitectónicos de carácter vegetal y flores naturales, jugando así con la paradoja —propia de toda naturaleza muerta— de la representación artística, a la vez fingida y verdadera.